# Караичное (Харьковская область)
Караичное (укр. Караїчне), село,
Волоховский сельский совет,
Волчанский район,
Харьковская область. Население по переписи 2001 г. составляет 313 (151/162 м/ж) человек.

## Географическое положение
Село Караичное находится на левом берегу реки Волчья, примыкает к селу Волоховка, лежит на склоне балки Караичный Яр, по которой протекает безымянная река.

## Происхождение названия
Когда в селе Бочково селиться стало негде, люди стали переселяться за речку — так возникло село Заречка в средине XIX ст. В начале XX его переименовали в Караичное — от дерева карайчик — берест (вяз).
На территории Украины 2 населённых пункта с названием Караичное.

## История
- 1690 — дата основания.

## Экономика
- В селе есть молочно-товарная ферма.
- ЧП «Исток», агрофирма.

## Объекты социальной сферы
- Магазин.

## Известные люди
- Сабельников Фёдор Сидорович (1908—1947) — Герой Советского Союза, родился в селе Караичное.